# Neues Schloss Büdesheim
Das Neue Schloss in Büdesheim, einem Ortsteil der Gemeinde Schöneck im Main-Kinzig-Kreis in Hessen, ist eine neuzeitliche Schlossanlage in Nachbarschaft des Alten Schlosses Büdesheim an der Nidder.

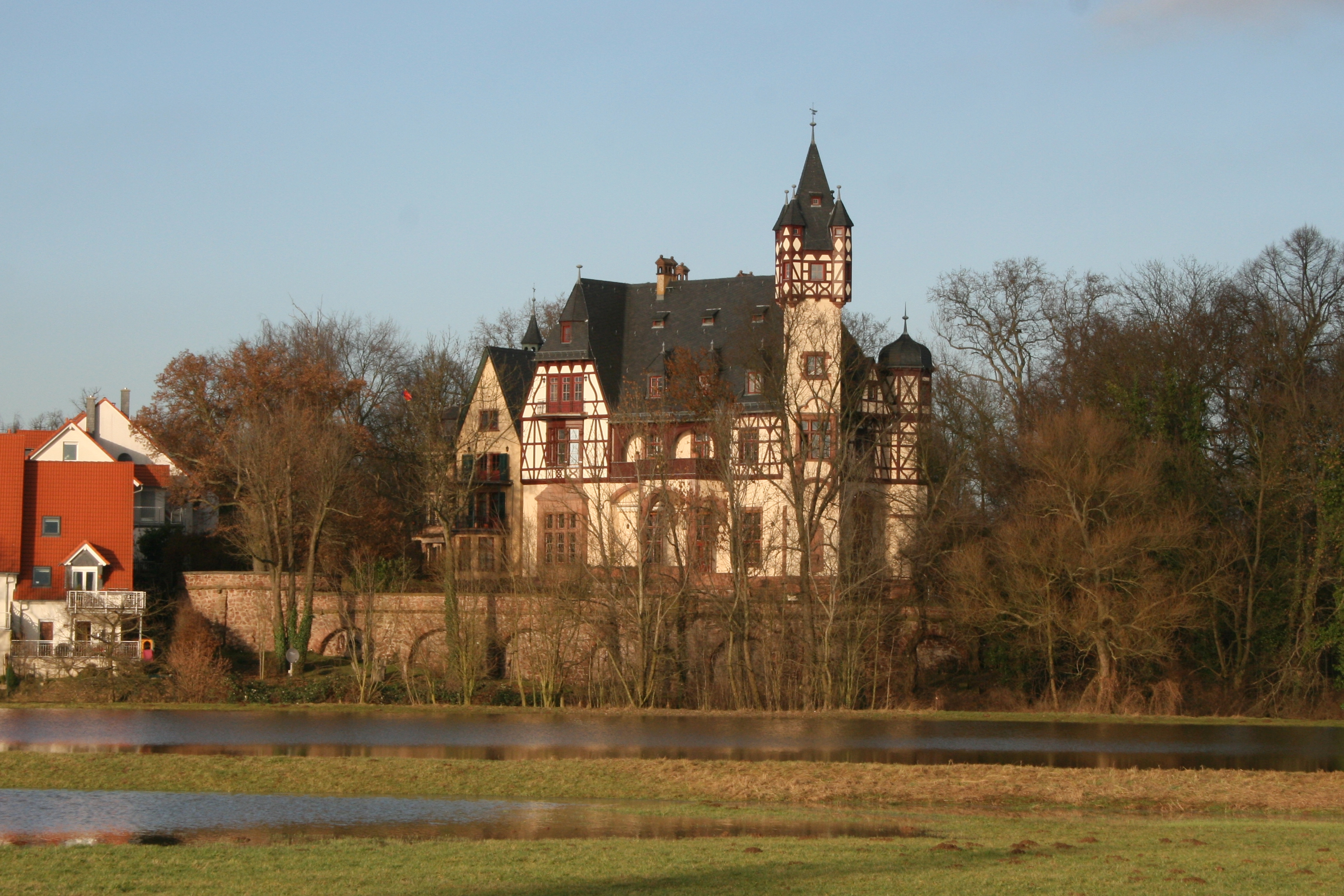
Ansicht des Neuen Schlosses an der Nidder

## Geschichte
Das Schloss wurde 1885 durch Waldemar von Oriola errichtet, der zuvor im Alten Schloss gelebt hatte. Architekt war Gabriel von Seidl. Das Schloss befand sich in Besitz des Landes Hessen und wurde zeitweise als Flüchtlingswohnheim genutzt. Heute dient es wieder privaten Wohnzwecken.

## Anlage
Das Schloss besteht aus zwei miteinander verbundenen Baukörpern. Der südöstlich gelegene Teil ist in Formen der Neorenaissance gestaltet. Er besitzt Erker, Fachwerkaufbauten und einen Treppenturm mit Wichhäusern. Der schlichter geformte nordwestliche Bauteil besitzt an der Hofseite ein großes Fresko von Rudolf von Seitz.